# Condeiești
Condeiești – wieś w Rumunii, w okręgu Gorj, w gminie Negomir. W 2011 roku liczyła 377 mieszkańców.